# Національний парк Рондане

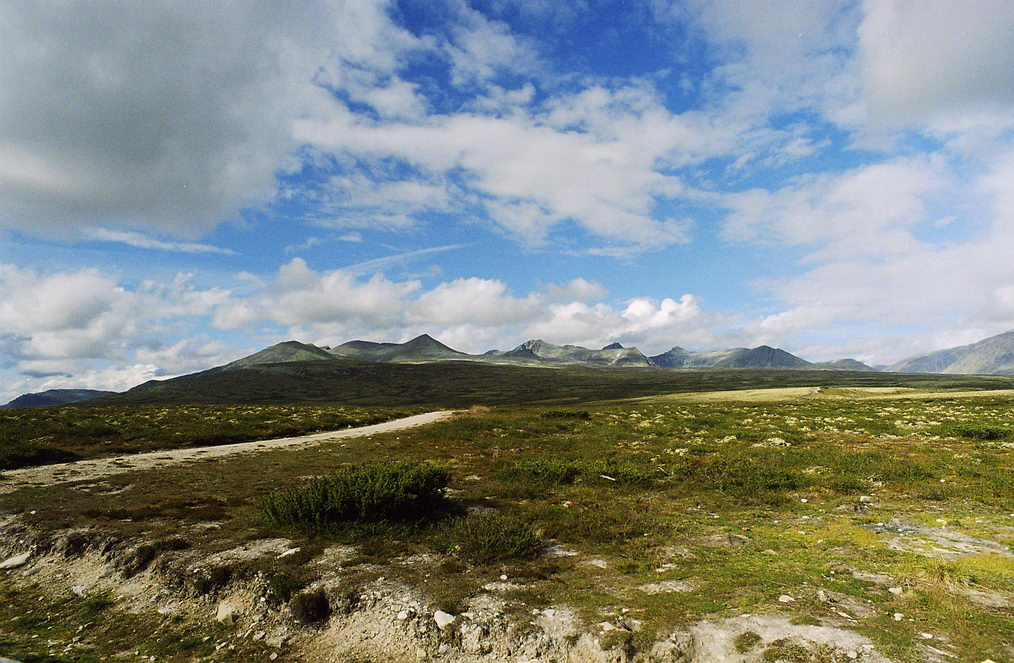
Панорама гір у парку Рондане

Національний па́рк Ро́ндане (норв. Rondane nasjonalpark) — національний парк в центральній Норвегії, в гірському масиві Рондане. Найперший національний парк Норвегії, заснований у в 1962 році. В 2003 році територія парку була значно розширена, в сьогоднішній час вона складає 963 км². На території парку розміщені 10 вершин висотою більше 2000 м, найвища з них — Рондеслоте (2178 м). Парк являє собою місце проживання стад північних оленів, один з найбільших в Норвегії.

## Географія
Пейзаж Рондане — гірське плато, з головним видом який свідчить про присутність минулого заледеніння. В наш час Рондане отримує недостатньо опадів для того, щоб підтримувати збереження льодовиків, і на території парку льодовиків не має. Практично по всій території парку розміщені зони лісу (межі зон лісу проходить між 1000 і 1100 метрами), лише в найбільш низько розміщених частинах парку ростуть берези. Вище 1500 м зустрічаються лише лишайники.

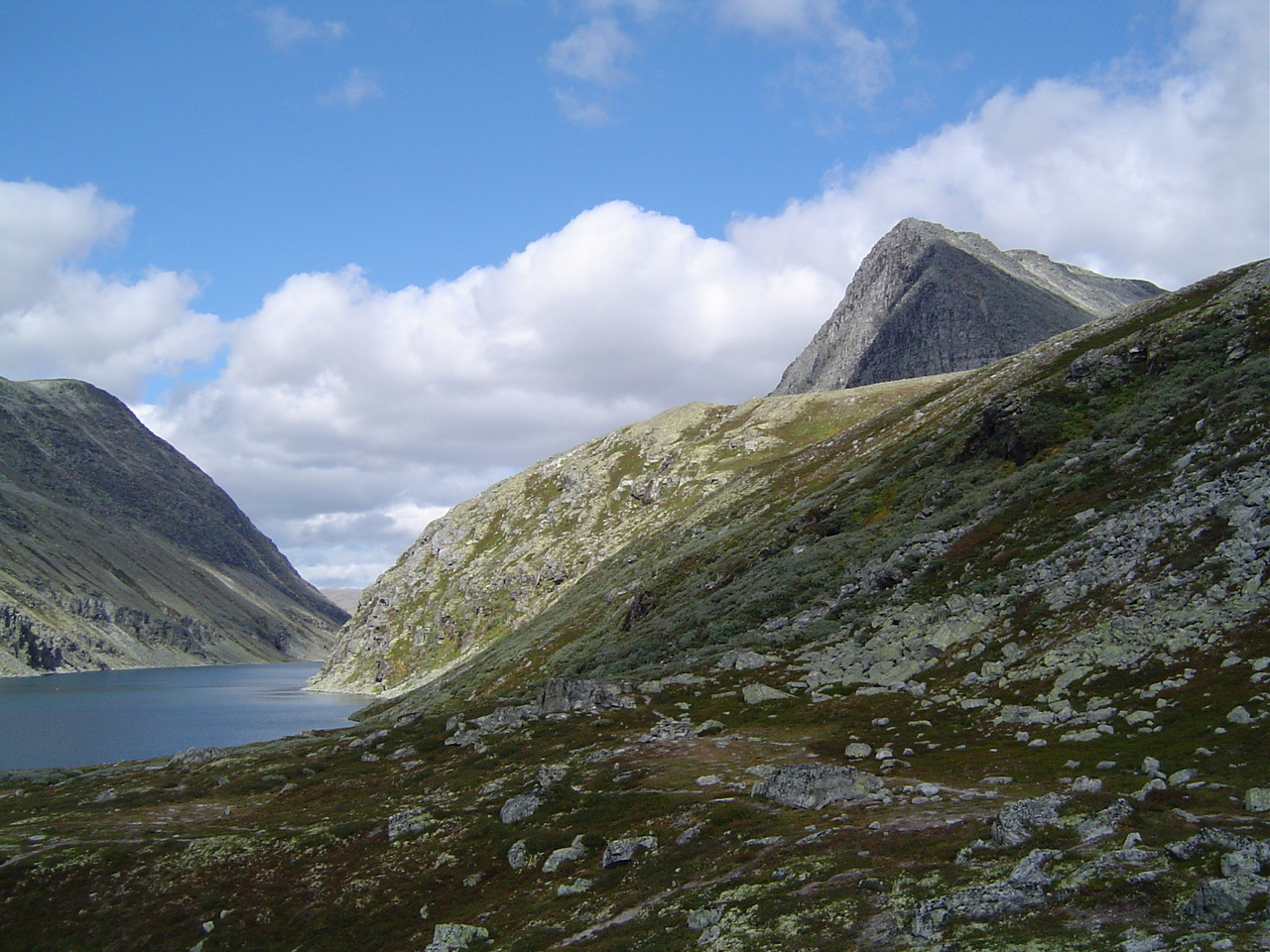
Озеро Рондватне

Плато розділене глибокими долинами, в одній із них розміщені вузьке і глибоке озеро Рондватне. Центральний масив Рондане розчленований глибокими долинами із плоским дном, у багатьох із них накопичується сніг. Від зледеніння також зберігаються озера невеликого розміру і пагорби, які залишились від колишніх льодовиків.

## Історія
Парк був відкритий 21 грудня 1962 року після десяти років планування і підготовки. На початку він мав статус природоохоронної зони, потім його зробили національним парком. Площа парку складає 580 км². В 2003 році парк розширили майже в два рази на північний-схід південь і схід спеціально з ціллю захисту північних оленів. Крім того, одночасно на південь від Рондане був створений національний парк Довре, південний кордон якого йде на 1 км від паркової межі.

## Туризм
Норвезька туристична асоціація підтримує систему туристичних помешкань і мережу маркованих стежок в парку. Крім того, по всьому парку дозволено вільно ходити туристам а також встановлювати намети усюди, крім близьких місць до помешкань. Через парк проходить автомобільна дорога, яка закінчується на в'їзді в парк, до озера (яке знаходиться у парку) Рондватне веде стежка.

## Рондане у літературі
Ландшафт Рондане був декілька разів описаний Норвезькими письменниками. Найбільш відома оповідь к якій він фігурує є Пер Гюнті (1867), написанийГенріком Ібсеном, далі нижче частина із цього твору:
Акт 2, Сцена lV
(Серед Ронданських гір. Сонце заходить. Сіяючи снігові кола навкруги: Пер Гюнт виходить, збентежений і схвильований)
Пер
Вежа над вежею стоїть!
 Гей, які ж блискучі ворота!
 Зупинись! Ви зупинитесь мандруючи поглядом 
 усе далі і далі!
 ...
З цією сценою Ібсен зробив Рондане одним з найвідоміших символів Норвегії та краю.
Асбйорсен Петер Крістен, збирач і видавець норвезького фольклору, казок в середині 19 століття, колекціонував багато історій які відносяться до Рондани, включаючи Пер Гюнта історію написаною Ібсеном
Ще одним тим хто описав місцевість був Осмунд Улофсен Віньє у поемі В Рондані.